# Iwan Siemionow (deputowany)
Iwan Michajłowicz Siemionow (ros. Иван Михайлович Семёнов, ur. 1925, zm. 9 marca 1982) – przewodniczący kołchozu (1950–1982), Bohater Pracy Socjalistycznej.

## Życiorys
Od 1941 pracownik gospodarczy w obwodzie tulskim, od 1945 w WKP(b), w latach 1950–1982 przewodniczący kołchozu "Nowaja Żyzń" w obwodzie tulskim. Ukończył Wyższą Szkołę Partyjną przy KC KPZR, od 31 października 1961 do 29 marca 1966 był zastępcą członka KC KPZR. Deputowany do Rady Najwyższej ZSRR od VI do X kadencji. Bohater Pracy Socjalistycznej, odznaczony trzema Orderami Lenina.